# تويوتا 86
تويوتا 86 وسوبارو BRZ، هما سيارتان رياضيتان بنظام 2+2 تم تطويرهما بشكل مشترك بين تويوتا وسوبارو، وتصنعان في مصنع سوبارو في غونما.
تتميز هذه السيارة الكوبيه الرياضية بمحرك بوكسر طبيعي السحب مع محرك أمامي ودفع خلفي، بالإضافة إلى توزيع الوزن بنسبة 53/47 بين الأمام والخلف، مما يعزز من ثباتها. كما تمتاز بارتفاع منخفض لمركز الجاذبية، استلهم تصميمها من سيارة تويوتا AE86، وهي نسخة خفيفة وصغيرة من كورولا ذات محرك أمامي ودفع خلفي، وكانت مشهورة في العديد من سباقات مثل Showroom Stock، مجموعة A، مجموعة N، سباقات الرالي، سباقات الأندية، وسباقات الانجراف.
تم تسويق السيارة في الجيل الأول باسم 86 في مناطق مثل آسيا وأستراليا وأمريكا الشمالية (من أغسطس 2016) وجنوب أفريقيا وأمريكا الجنوبية؛ وتحت اسم تويوتا GT86 في أوروبا؛ و86 وGT86 في نيوزيلندا؛ وتويوتا FT86 في بروناي ونيكاراغوا وجامايكا؛ وScion FR-S (من 2012 إلى 2016) في الولايات المتحدة وكندا.
أما في الجيل الثاني، تم تسويق السيارة من قبل تويوتا تحت اسم GR86 كجزء من عائلة سباقات تويوتا غازو [الإنجليزية].